# FA Cup 1988/89
Der FA Cup 1988/89 war die 108. Auflage des Wettbewerbs. Titelverteidiger war der FC Wimbledon der im Vorjahr den FC Liverpool mit 1:0 bezwungen hatten. Das Finale bestritten die Mannschaften des FC Liverpool und des FC Everton. Everton hatte den FA-Cup zuletzt 1984 durch ein 2:0 gegen den FC Watford gewonnen. Liverpool holte sich den begehrten Pokal zuletzt 1986 im Finale gegen den FC Everton.
Das Finale fand am 20. Mai 1989 im Wembley-Stadion vor 82.800 Zuschauern statt und war eine Neuauflage der Finalpartie von 1986. Vor drei Jahren hatte sich die Mannschaft des FC Liverpool durch Tore von Ian Rush (2) und Craig Johnston bei einem Gegentreffer von Gary Lineker mit 3:1 durchgesetzt.
Der FC Liverpool ging bereits in der 4. Minute durch ein Tor des irischen Nationalspielers John Aldridge in Führung und hielt diesen Spielstand bis kurz vor dem Ende der regulären Spielzeit. Erst in der 89. Spielminute gelang Stuart McCall der umjubelte Ausgleich für Everton. In der anschließenden Verlängerung erzielte Ian Rush in der 95. Minute die Führung für den FC Liverpool ehe McCall in der 102. Minute mit seinem zweiten Tor den erneuten Ausgleich für seine Mannschaft erzielen konnte. Der zweite Treffer des Walisers Ian Rush in der 104. Minute besiegelte den vierten Triumph Liverpools in dem traditionsreichen Wettbewerb.

## Hillsborough-Katastrophe
Überschattet wurde der Wettbewerb in dieser Spielzeit von den tragischen Ereignissen während der Halbfinalpartie am 15. April 1989 zwischen dem FC Liverpool und Nottingham Forest im Sheffielder Hillsborough-Stadion. Das Spiel wurde nach sechs Minuten abgebrochen, da es im Block des FC Liverpool zu einer Massenpanik gekommen war, die letztendlich zu 96 Toten und 766 Verletzten führte. Erst nachdem Zuschauer in Panik über die Zäune des Blocks kletterten, wurde das Spiel in der 6. Minute durch den Schiedsrichter abgebrochen.

## Modus
Alle Mannschaften der ersten und zweiten englischen Liga steigen erst ab der 3. Runde in den Wettbewerb ein. Danach folgt jeweils pro Runde ein Ausscheidungsspiel. Endet dieses Spiel nach regulärer Spielzeit mit einem Unentschieden, findet ein Wiederholungsspiel statt in dem das Heimrecht getauscht wird. Bei einem erneuten Unentschieden ist ein weiteres Spiel erforderlich.
Die Mannschaft vom FC Watford war deshalb z. B. in der 3. Runde gezwungen, vier Spiele gegen Newcastle United auszutragen, ehe der Einzug in die 4. Runde erreicht wurde.
Die beiden Halbfinalspiele finden jeweils auf neutralem Boden statt, so wurde das Spiel zwischen dem FC Liverpool und Nottingham Forest im Hillsborough-Stadion bzw. Old Trafford ausgetragen und die Partie FC Everton gegen Norwich City im Villa Park.

## 1. Runde
|                        | Ergebnis |                         |
| ---------------------- | -------- | ----------------------- |
| FC Enfield             | 1:1      | Leyton Orient           |
| FC Blackpool           | 2:1      | Scunthorpe United       |
| FC Darlington          | 1:2      | Notts County            |
| Bath City              | 2:0      | Grays Athletic          |
| Bristol City           | 3:1      | Southend United         |
| FC Burnley             | 0:2      | Chester City            |
| Preston North End      | 1:1      | Tranmere Rovers         |
| Yeovil Town            | 3:2      | Merthyr Tydfil FC       |
| FC Reading             | 2:0      | FC Hendon               |
| FC Woking              | 1:4      | Cambridge United        |
| FC Gillingham          | 3:3      | Peterborough United     |
| Bolton Wanderers       | 0:0      | FC Chesterfield         |
| Grimsby Town           | 1:0      | Wolverhampton Wanderers |
| Stafford Rangers       | 2:2      | Crewe Alexandra         |
| FC Scarborough         | 2:1      | Stockport County        |
| Doncaster Rovers       | 0:0      | Brandon United          |
| FC Fulham              | 0:1      | Colchester United       |
| FC Brentford           | 2:0      | Halesowen Town          |
| Bristol Rovers         | 3:0      | Fisher Athletic         |
| FC Altrincham          | 3:2      | Lincoln City            |
| Bognor Regis Town      | 2:1      | Exeter City             |
| Huddersfield Town      | 1:1      | AFC Rochdale            |
| Mansfield Town         | 1:1      | Sheffield United        |
| Cardiff City           | 3:0      | Hereford United         |
| Halifax Town           | 1:0      | York City               |
| AFC Newport County     | 1:2      | Maidstone United        |
| FC Southport           | 0:2      | FC Port Vale            |
| FC Runcorn             | 2:2      | FC Wrexham              |
| Torquay United         | 2:2      | Fareham Town            |
| Kettering Town         | 2:1      | FC Dartford             |
| Rotherham United       | 3:1      | AFC Barrow              |
| FC Aldershot           | 1:0      | FC Hayes                |
| FC Dagenham            | 0:4      | Sutton United           |
| Havant & Waterlooville | 1:4      | Aylesbury United        |
| Telford United         | 1:1      | Carlisle United         |
| Swansea City           | 3:1      | Northampton Town        |
| FC Frickley Athletic   | 0:2      | Northwich Victoria      |
| Hartlepool United      | 2:0      | Wigan Athletic          |
| Welling United         | 3:0      | Bromsgrove Rovers       |
| Guisborough Town       | 0:1      | FC Bury                 |

Wiederholungsspiele
|                     | Ergebnis |                   |
| ------------------- | -------- | ----------------- |
| Leyton Orient       | 2:2      | FC Enfield        |
| Tranmere Rovers     | 3:0      | Preston North End |
| Peterborough United | 1:0      | FC Gillingham     |
| FC Chesterfield     | 2:3      | Bolton Wanderers  |
| Crewe Alexandra     | 3:2      | Stafford Rangers  |
| Doncaster Rovers    | 2:1      | Brandon United    |
| AFC Rochdale        | 3:4      | Huddersfield Town |
| Sheffield United    | 2:1      | Mansfield Town    |
| FC Wrexham          | 2:3      | FC Runcorn        |
| Fareham Town        | 2:3      | Torquay United    |
| Carlisle United     | 4:1      | Telford United    |

2. Wiederholungsspiel
|               | Ergebnis |            |
| ------------- | -------- | ---------- |
| Leyton Orient | 0:1      | FC Enfield |

## 2. Runde
|                     | Ergebnis |                  |
| ------------------- | -------- | ---------------- |
| FC Enfield          | 1:4      | Cardiff City     |
| FC Blackpool        | 3:0      | FC Bury          |
| Bath City           | 0:0      | Welling United   |
| Yeovil Town         | 0:0      | Torquay United   |
| FC Reading          | 1:1      | Maidstone United |
| Bolton Wanderers    | 1:2      | FC Port Vale     |
| Grimsby Town        | 3:2      | Rotherham United |
| Northwich Victoria  | 1:2      | Tranmere Rovers  |
| FC Scarborough      | 0:1      | Carlisle United  |
| Doncaster Rovers    | 1:3      | Sheffield United |
| Aylesbury United    | 0:1      | Sutton United    |
| FC Altrincham       | 0:3      | Halifax Town     |
| Bognor Regis Town   | 0:1      | Cambridge United |
| Huddersfield Town   | 1:0      | Chester City     |
| FC Runcorn          | 0:3      | Crewe Alexandra  |
| Kettering Town      | 2:1      | Bristol Rovers   |
| FC Aldershot        | 1:1      | Bristol City     |
| Peterborough United | 0:0      | FC Brentford     |
| Colchester United   | 2:2      | Swansea City     |
| Hartlepool United   | 1:0      | Notts County     |

Wiederholungsspiel
|                  | Ergebnis |                     |
| ---------------- | -------- | ------------------- |
| Welling United   | 3:2      | Bath City           |
| Torquay United   | 1:0      | Yeovil Town         |
| Maidstone United | 1:2      | FC Reading          |
| Bristol City     | 0:0      | FC Aldershot        |
| FC Brentford     | 3:2      | Peterborough United |
| Swansea City     | 1:3      | Colchester United   |

2. Wiederholungsspiel
|              | Ergebnis |              |
| ------------ | -------- | ------------ |
| FC Aldershot | 2:2      | Bristol City |

3. Wiederholungsspiel
|              | Ergebnis |              |
| ------------ | -------- | ------------ |
| Bristol City | 1:0      | FC Aldershot |

## 3. Runde
|                        | Ergebnis |                     |
| ---------------------- | -------- | ------------------- |
| FC Blackpool           | 0:1      | AFC Bournemouth     |
| Sutton United          | 3:0      | Coventry City       |
| FC Walsall             | 1:1      | FC Brentford        |
| Nottingham Forest      | 3:0      | Ipswich Town        |
| Sheffield Wednesday    | 5:1      | Torquay United      |
| Crewe Alexandra        | 2:3      | Aston Villa         |
| FC Middlesbrough       | 1:2      | Grimsby Town        |
| West Bromwich Albion   | 1:1      | FC Everton          |
| AFC Sunderland         | 1:1      | Oxford United       |
| Derby County           | 1:1      | FC Southampton      |
| Shrewsbury Town        | 0:3      | Colchester United   |
| Tranmere Rovers        | 1:1      | FC Reading          |
| Newcastle United       | 0:0      | FC Watford          |
| Manchester City        | 1:0      | Leicester City      |
| FC Barnsley            | 4:0      | FC Chelsea          |
| FC Portsmouth          | 1:1      | Swindon Town        |
| West Ham United        | 2:2      | FC Arsenal          |
| Brighton & Hove Albion | 1:2      | Leeds United        |
| Manchester United      | 0:0      | Queens Park Rangers |
| Plymouth Argyle        | 2:0      | Cambridge United    |
| Bradford City          | 1:0      | Tottenham Hotspur   |
| FC Millwall            | 3:2      | Luton Town          |
| Carlisle United        | 0:3      | FC Liverpool        |
| Huddersfield Town      | 0:1      | Sheffield United    |
| Cardiff City           | 1:2      | Hull City           |
| FC Port Vale           | 1:3      | Norwich City        |
| Charlton Athletic      | 2:1      | Oldham Athletic     |
| Kettering Town         | 1:1      | Halifax Town        |
| Stoke City             | 1:0      | Crystal Palace      |
| Birmingham City        | 0:1      | FC Wimbledon        |
| Hartlepool United      | 1:0      | Bristol City        |
| Welling United         | 0:1      | Blackburn Rovers    |

Wiederholungsspiel
|                     | Ergebnis |                      |
| ------------------- | -------- | -------------------- |
| FC Brentford        | 1:0      | FC Walsall           |
| FC Everton          | 1:0      | West Bromwich Albion |
| Oxford United       | 2:0      | AFC Sunderland       |
| FC Southampton      | 1:2      | Derby County         |
| FC Reading          | 2:1      | Tranmere Rovers      |
| FC Watford          | 2:2      | Newcastle United     |
| Swindon Town        | 2:0      | FC Portsmouth        |
| FC Arsenal          | 0:1      | West Ham United      |
| Queens Park Rangers | 2:2      | Manchester United    |
| Halifax Town        | 2:3      | Kettering Town       |

2. Wiederholungsspiel
|                   | Ergebnis |                     |
| ----------------- | -------- | ------------------- |
| Newcastle United  | 0:0      | FC Watford          |
| Manchester United | 3:0      | Queens Park Rangers |

3. Wiederholungsspiel
|            | Ergebnis |                  |
| ---------- | -------- | ---------------- |
| FC Watford | 1:0      | Newcastle United |

## 4. Runde
|                   | Ergebnis |                     |
| ----------------- | -------- | ------------------- |
| FC Watford        | 2:1      | Derby County        |
| Nottingham Forest | 2:0      | Leeds United        |
| Blackburn Rovers  | 2:1      | Sheffield Wednesday |
| Aston Villa       | 0:1      | FC Wimbledon        |
| Grimsby Town      | 1:1      | FC Reading          |
| Swindon Town      | 0:0      | West Ham United     |
| Sheffield United  | 3:3      | Colchester United   |
| FC Brentford      | 3:1      | Manchester City     |
| Manchester United | 4:0      | Oxford United       |
| Norwich City      | 8:0      | Sutton United       |
| Plymouth Argyle   | 1:1      | FC Everton          |
| Bradford City     | 1:2      | Hull City           |
| FC Millwall       | 0:2      | FC Liverpool        |
| Charlton Athletic | 2:1      | Kettering Town      |
| Stoke City        | 3:3      | FC Barnsley         |
| Hartlepool United | 1:1      | AFC Bournemouth     |

Wiederholungsspiel
|                   | Ergebnis |                   |
| ----------------- | -------- | ----------------- |
| FC Reading        | 1:2      | Grimsby Town      |
| West Ham United   | 1:0      | Swindon Town      |
| Colchester United | 0:2      | Sheffield United  |
| FC Everton        | 4:0      | Plymouth Argyle   |
| FC Barnsley       | 2:1      | Stoke City        |
| AFC Bournemouth   | 5:2      | Hartlepool United |

## Achtelfinale
|                   | Ergebnis |                   |
| ----------------- | -------- | ----------------- |
| AFC Bournemouth   | 1:1      | Manchester United |
| FC Watford        | 0:3      | Nottingham Forest |
| Blackburn Rovers  | 0:2      | FC Brentford      |
| FC Barnsley       | 0:1      | FC Everton        |
| Norwich City      | 3:2      | Sheffield United  |
| Hull City         | 2:3      | FC Liverpool      |
| FC Wimbledon      | 3:1      | Grimsby Town      |
| Charlton Athletic | 0:1      | West Ham United   |

Wiederholungsspiel
|                   | Ergebnis |                 |
| ----------------- | -------- | --------------- |
| Manchester United | 1:0      | AFC Bournemouth |

## Viertelfinale
|                   | Ergebnis |                   |
| ----------------- | -------- | ----------------- |
| FC Liverpool      | 4:0      | FC Brentford      |
| FC Everton        | 1:0      | FC Wimbledon      |
| West Ham United   | 0:0      | Norwich City      |
| Manchester United | 0:1      | Nottingham Forest |

Wiederholungsspiel
|              | Ergebnis |                 |
| ------------ | -------- | --------------- |
| Norwich City | 3:1      | West Ham United |

## Halbfinale
|              | Ergebnis |                   |
| ------------ | -------- | ----------------- |
| FC Liverpool | 1 0:0 1  | Nottingham Forest |
| FC Everton   | 1:0      | Norwich City      |

Wiederholungsspiel
|              | Ergebnis |                   |
| ------------ | -------- | ----------------- |
| FC Liverpool | 3:1      | Nottingham Forest |

## Der Weg ins Finale

### FC Liverpool
|                 | Ergebnis |                   | Runde                   |
| --------------- | -------- | ----------------- | ----------------------- |
| FC Liverpool    |          | Freilos           | 1. Runde                |
| FC Liverpool    |          | Freilos           | 2. Runde                |
| Carlisle United | 0:3      | FC Liverpool      | 3. Runde                |
| FC Millwall     | 0:2      | FC Liverpool      | 4. Runde                |
| Hull City       | 2:3      | FC Liverpool      | 5. Runde                |
| FC Liverpool    | 4:0      | FC Brentford      | 6. Runde                |
| FC Liverpool    | 1 0:0 1  | Nottingham Forest | Halbfinale              |
| FC Liverpool    | 3:1      | Nottingham Forest | Halbfinale Wiederholung |

### FC Everton
|                      | Ergebnis |                      | Runde                 |
| -------------------- | -------- | -------------------- | --------------------- |
| FC Everton           |          | Freilos              | 1. Runde              |
| FC Everton           |          | Freilos              | 2. Runde              |
| West Bromwich Albion | 0:0      | FC Everton           | 3. Runde Wiederholung |
| FC Everton           | 1:0      | West Bromwich Albion | 3. Runde              |
| Plymouth Argyle      | 1:1      | FC Everton           | 4. Runde              |
| FC Everton           | 4:0      | Plymouth Argyle      | 4. Runde Wiederholung |
| FC Barnsley          | 0:1      | FC Everton           | 5. Runde              |
| FC Everton           | 1:0      | FC Wimbledon         | 6. Runde              |
| FC Everton           | 1:0      | Norwich City         | Halbfinale            |

## Finale
| FC Liverpool                                                   | FC Liverpool | FC Everton | FC Everton |
| -------------------------------------------------------------- | --- | --- | ---------- |
| FC Liverpool                                                   | \| Samstag, 20. Mai 1989 um 15:00 Uhr in London (Wembley-Stadion) \| \| Ergebnis: 3:2 n. V. (1:1, 1:0) \| \| Zuschauer: 82.800 \| \| Schiedsrichter: Joe Worrall \|                                                                 | \| Samstag, 20. Mai 1989 um 15:00 Uhr in London (Wembley-Stadion) \| \| Ergebnis: 3:2 n. V. (1:1, 1:0) \| \| Zuschauer: 82.800 \| \| Schiedsrichter: Joe Worrall \|                                                                    | FC Everton |
| FC Liverpool                                                   | Bruce Grobbelaar – Gary Ablett, Steve Staunton (90. Barry Venison), Steve Nicol, Alan Hansen – Ronnie Whelan , Ray Houghton, John Barnes, Steve McMahon – Peter Beardsley, John Aldridge (73. Ian Rush) Cheftrainer: Kenny Dalglish | Neville Southall – Neil McDonald, Pat Van Den Hauwe, Kevin Ratcliffe , Dave Watson – Paul Bracewell (59. Stuart McCall), Pat Nevin, Trevor Steven, Kevin Sheedy (78. Ian Wilson) – Graeme Sharp, Tony Cottee Cheftrainer: Colin Harvey | FC Everton |
| FC Liverpool                                                   | 1:0 John Aldridge (4.) 2:1 Ian Rush (95.) 3:2 Ian Rush (104.) | 1:1 Stuart McCall (89.) 2:2 Stuart McCall (102.) | FC Everton |
| Samstag, 20. Mai 1989 um 15:00 Uhr in London (Wembley-Stadion) | | |            |
| Ergebnis: 3:2 n. V. (1:1, 1:0)                                 | | |            |
| Zuschauer: 82.800                                              | | |            |
| Schiedsrichter: Joe Worrall                                    | | |            |